# Vĩnh Tế (xã)
Vĩnh Tế là một xã thuộc thành phố Châu Đốc, tỉnh An Giang, Việt Nam.

## Địa lý
Xã Vĩnh Tế nằm ở phía tây thành phố Châu Đốc, có vị trí địa lý:
- Phía đông giáp các phường Núi Sam và Vĩnh Nguơn
- Phía tây giáp thị xã Tịnh Biên
- Phía nam giáp xã Vĩnh Châu
- Phía bắc giáp Campuchia.

Xã có diện tích 34,21 km², dân số năm 2019 là 6.753 người, mật độ dân số đạt 197 người/km².

## Hành chính
Xã Vĩnh Tế được chia thành 4 ấp: Bà Bài, Cây Châm, Vĩnh Khánh 1 và Vĩnh Khánh 2.

## Lịch sử
Sau năm 1975, Vĩnh Tế là một xã thuộc huyện Châu Phú.
Ngày 23 tháng 8 năm 1979, Hội đồng Chính phủ ban hành Quyết định 300-CP. Theo đó, sáp nhập xã Vĩnh Tế vào thị xã Châu Đốc.
Ngày 22 tháng 3 năm 2002, Chính phủ ban hành Nghị định 29/2002/NĐ-CP. Theo đó, thành lập phường Núi Sam trên cơ sở 1.397 ha diện tích tự nhiên và 21.241 người của xã Vĩnh Tế.
Sau khi điều chỉnh địa giới hành chính, xã Vĩnh Tế còn lại 3.121 ha diện tích tự nhiên và 5.172 người.